# Knefastia walkeri
Knefastia walkeri é uma espécie de gastrópode do gênero Knefastia, pertencente a família Pseudomelatomidae.